# Lunachicks
Lunachicks é uma banda de punk rock formada só por mulheres, em New York City. A banda foi formada em 1987 e está em hiato desde 2000. Sua música é descrita como "uma mistura frenética de grunge, punk, metal, pop e rock".

## História
Theo Kogan, Gina Volpe e Sydney "Squid" Silver eram estudantes do Fiorello H. LaGuardia High School of Music & Art and Performing Arts, de New York, quando decidiram formar uma banda. Sindi Benezra, uma conhecida de Silver, se junta a banda pouco tempo depois. Elas ensaiaram e escreveram material no quarto de Gina por um ano. A primeira composição da banda, a música Theme Song, fala sobre a morte do professor de inglês de Kogan e Silver. A banda tocou seu primeiro show em 1988 com o namorado de Theo, Mike, na bateria. Kim Gordon e Thurston Moore, do Sonic Youth, assistiram as primeiras performances da banda. Gordon e Moore ficaram impressionados com a banda e enviaram uma fita demo a Paul Smith, dono da gravadora Blast First, da Inglaterra, na qual a banda assina um contrato. Com a baterista Becky Wreck (Susan Rebecca Lloyd), a banda lança um EP com quatro faixas, auto-intitulado, em 1989 e um ano depois, lançam seu primeiro álbum Babysitters on Acid. Ambos os lançamentos foram produzidos por Wharton Tiers. Babysitters on Acid ficou apenas disponível na Europa até seu relançamento, em 2001, pela Go-Kart Records. Logo a banda mostrava seu desprezo pela produção dos álbuns e pelo fato de não ganharem muito dinheiro com a Blast First. A banda começou uma turnê com o The Dictators em 1991.
Em 1992, o segundo álbum das Lunachicks, Binge & Purge é lançado pela gravadora Safe House. Durante este tempo, a baterista Becky Wreck ficou um pouco famosa por causa de uma aparição no Lesbian Dating Game, de Howard Stern. Ela saiu da banda e logo foi substituída por Kate Schellenbach, antes de Chip English se juntar a banda como o baterista definitivo. Durante a sua primeira visita ao Japão, a banda grava um EP com seis faixas com o título de Sushi A La Mode, contendo uma cover do Boston, de More Than A Feeling. O EP foi gravado e lançado apenas no Japão no Outono de 1993.
A banda assina um novo contrato, dessa vez com a Go-Kart Records, onde a banda lança Jerk of All Trades, em 1995. O álbum seguinte, Pretty Ugly, foi lançado em 1997 e foi produzido por Ryan Greene e Fat Mike, da banda NOFX. O álbum contém a música mais famosa das Lunachicks, Don't Want You, na qual foi produzido um videoclipe humorístico para a música. A guitarrista Sindi sai da banda algum tempo depois. A banda, que antes era um quinteto, decidiu ficar como um quarteto até então e, com essa formação, a banda lança seu primeiro álbum ao vivo, Drop Dead Live. Em 1999 a banda lança seu último álbum Luxury Problem. A banda se junta ao Warped Tour daquele mesmo ano, sendo uma das três bandas femininas a se juntar a tour (ao lado do The Donnas e do Bif Naked), e novamente em 2000. A baterista Chip English sai da banda e é substituída por Helen Destroy. A banda, oficialmente, nunca se separou, mas se mantém em hiato, com exceção de dois shows de reúnião.

## Aparições em filmes
Apesar da ativa carreira na música, as Lunachicks colecionam e compartilham uma série de aparições em filmes. A primeira delas foi em um filme lado-B chamado Blue Vengeance (Vingança Azul, que foi filmado em 1989, mas foi lançado apenas em 1992). A banda também é vista no famoso documentário Not Bad For A Girl, que conta a história do movimento Rio grrrl dos anos 90, assim como em Rockstar (filmado em 1996, mas não foi lançado oficialmente até 2004) e High Times' Potluck, de 2002. High Times' Potluck e Rockstar foram co-escritos por Theo Kogan, vocalista. A banda também apareceu em Terror Firmer, na qual contribuíram com a canção Say What You Mean para a trilha sonora. Kogan e Silver estrelaram no filme Hairburners.
A banda também esteve envolvida com videoclipes de outras bandas. Um exemplo é Theo Kogan, que dançou no videoclipe do The Offspring, I Choose, de 1997. No filme Meninos não choram, há o vídeo de Don't Want You tocando no fundo de uma cena. No filme Getting There, tem a música Say What You Mean na trilha sonora. C. J. Ramone, do Ramones, já foi visto várias vezes com uma camisa das Lunachicks, mais principalmente no vídeo de Poison Heart.
No documentário Hated: GG Allin and the Murder Junkies, Dino, "O baterista pelado", falou que ele tem uma ligação psíquica com as Lunachicks, além de ter mostrado uma foto dele segurando um álbum do Lunachicks enquanto se masturbava.

## Reunião
As Lunachicks se reúniram para um show de 20 minutos na CBGB em 6 de Abril de 2002, com Sindi na guitarra e Chip na bateria. Outra reunião aconteceu na marcha beneficente para a vida das mulheres, em Washington D.C., em 24 de Abril de 2004. Nessa reunião, a banda estava em quarteto, com Chip na bateria.

## Atividades pós-Lunachicks
A vocalista Theo Kogan se casou com o guitarrista do Toilet Böys, Sean Pierce, na qual o casal formou uma nova banda chamada Theo & the Skyscrapers, na qual lançou dois álbuns: Um auto-intitulado em 2006 e outro em 2007 com o nome So Many Ways to Die. Ela ocasionalmente trabalha como atriz e top model. Já apareceu em filmes como Vivendo no Limite como uma prostituta, Zoolander como uma mulher tatuada na loja de conveniência de Hansel, e Tadpole como uma mulher em um bar. Gina é agora vocalista e guitarrista da banda de rock Bantam. Helen Destroy toca bateria na banda-tributo feminina ao Led Zeppelin, Lez Zeppelin. Squid começou a trabalhar como tatuadora, mas agora ela é proprietária da popular lanchonete Roebling Tea Room, localizada em Williamsburgh, em Brooklyn. Becky Wreck se tornou a baterista do Blare Bitch Project em 2000. Chip toca bateria na banda Suicide King.

## Integrantes
- Theo Kogan - vocais (1987-2000)
- Gina Holpe - guitarra, vocais (1987-2000)
- Sidney "Silver" Squid - baixo, vocais (1987-2000)
- Helen Destroy - bateria (1999-2000)

## Ex-integrantes
- Sindi Benezra - guitarra (1987-1997)
- Mike - bateria (1987-1989)
- Becky Wreck - bateria (1989-1992)
- Chip English - bateria (1992-1999)

## Discografia

### Álbuns de estúdio
- Babysitters on Acid (1990, Blast First/2001, Go-Kart Records)
- Binge & Purge (1992, Safe House)
- Jerk of All Trades (1995, Go-Kart Records)
- Pretty Ugly (1997, Go-Kart Records)
- Luxury Problem (1999, Go-Kart Records)

### Singles & EP's
- Lunachicks (Conhecido também como Sugar Luv) (1989, Blast First)
- Cookie Monster / Complication (1990, Blast First)
- Lunachicks (Conhecido também como Apathetic) (1992, Safe House)
- Shit.Finger.Dick (F.D.S.) / Light As A Feather (Stiff As A Board) (1993, Synpathy for the Record Industry)
- Sushi A La Mode (1993, Benten)
- Edgar (1995, Promo)
- Don't Want You (1997, Promo)

### Vídeos
- XXX Naked (1999, Home vídeo com videoclipes e entrevistas)

### Splits
- Get Off The Road / Just Like Heaven (Split com Dinosaur Jr., 1989, The Catalogue)